# Азеластин
Азеластин (Аллергодил) — лекарственное средство, H1-гистаминовый блокатор, оказывает антигистаминное, противоаллергическое и мембраностабилизирующее действие, снижает проницаемость капилляров и экссудацию, стабилизирует мембрану тучных клеток и препятствует высвобождению из них биологически активных веществ (гистамин, серотонин, лейкотриены, фактор, активирующий тромбоциты и др.).
Представляет собой рацемическую смесь энантиомеров 4-[(4-хлорфенил) метил]-2-(гексагидро-1-метил-1Н-азепин-4-ил)-1(2Н)-фталазинон (и в виде гидрохлорида), разница в активности энантиомеров при исследованиях in vitro не обнаружена.
Производное фталазинона. Ограничено растворяется в воде, метиловом спирте и пропиленгликоле, слабо растворяется в этиловом, октиловом спирте и глицерине.
Выпускается в виде глазных капель (0,5 мг/мл) и спрея для интраназального применения (0,1%-й раствор, 0,14 мг/доза).
Азеластин был запатентован в 1971 году и используется с 1986 года.

## Фармакодинамика
Гидрохлорид азеластина производное фталазинона новой структуры, оказывает пролонгированное антиаллергическое действие. Обладает выраженными селективными свойствами антагониста гистаминовых H1-рецепторов.
Азеластин подавляет синтез или высвобождение химических медиаторов, участвующих на ранних и поздних стадиях аллергических реакций, таких как лейкотриены, гистамин, ингибиторы РАF и серотонин.
Оценка электрокардиограммы пациентов, проходящих длительное лечение высокими дозами азеластина, показывает, что во время исследования многократных доз клинически значимое воздействие на QT (QTc) интервал отсутствует.
Не наблюдалось связи между азеластином и вентрикулярной аритмией или трепетанием-мерцанием у 3700 пациентов, принимавших азеластин перорально.

## Фармакокинетика
После повторного интраназального введения ежедневной дозы — 0,56 мг азеластина устойчивая концентрация азеластина в плазме составляла у здоровых добровольцев около 0,27 нг/мл. Азеластин в организме подвергается окислительному деметилированию (отщепление метильной группы гексагидроазепинового фрагмента), катализируемому цитохромом P450 с образованием N-дисметилазеластина (4-[(4-хлорфенил) метил]-2-(гексагидро-1Н-азепин-4-ил)-1 (2Н)-фталазинона), который также является антагонистом гистаминовых Н1-рецепторов. Обнаруженные уровни концентрации активного метаболита N-дисметил-азеластина находились на нижнем пределе определения количественного содержания или не достигали его (0,12 нг/мл).
Повторное назначение препарата пациентам, страдающим аллергическим ринитом, привело к повышению концентрации азеластина в плазме по сравнению со здоровыми субъектами, что позволяет сделать предложение о более высокой скорости системного поглощения (вероятнее всего вследствие повышенной проницаемости через воспаленную слизистую носа). После назначения общей суточной дозы — 0,56 мг азеластина (1 впрыскивание в каждый носовой ход два раза в день) устойчивая средняя концентрация азеластина в плазме, наблюдавшаяся через два часа после приёма дозы, составляла около 0,65 нг/мл. Увеличение общей суточной дозы азеластина г/х до 1,12 мг (2 впрыскивания в каждый носовой ход два раза в день) дает устойчивую среднюю концентрацию препарата в плазме, равную 1,09 нг/мл. Таким образом, концентрация азеластина в плазме крови пропорциональна дозировке препарата. Несмотря на увеличение дозы, системное воздействие после назального применения приблизительно в 8 раз ниже, чем при пероральном приёме азеластина в суточной дозе 4,4 мг, что составляет терапевтическую дозу при лечении аллергического ринита.

## Показания к применению
Для лечения сезонных и круглогодичных аллергических ринитов и  конъюнктивитов.

## Противопоказания
- повышенная чувствительность к компонентам препарата;
- детям в возрасте до 6 лет.

### Применение в период беременности и лактации
Несмотря на то, что при испытании доз, многократно превышающих терапевтический диапазон, не получено какого-либо свидетельства о тератогенном действии, не рекомендуется использование азеластина назального спрея в первый триместр беременности, а также в период лактации.

## Лекарственные формы, способы применения и дозы
Выпускается в виде глазных капель (0,5 мг/мл) и спрея для интраназального применения (0,1%-й раствор, 0,14 мг/доза).

### Глазные капли
При сезонном аллергическом конъюнктивите: при отсутствии иных рекомендаций врача взрослым и детям от 4 лет — по 1 капле в каждый глаз 2 раза в день (утром и вечером). При необходимости — по 1 капле в каждый глаз до 4 раз в день. Возможно профилактическое применение при предполагаемом воздействия аллергена.
При несезонном (круглогодичном) аллергическом конъюнктивите: при отсутствии иных рекомендаций врача — взрослым и детям до 12 лет — по 1 капле в каждый глаз 2 раза в день (утром и вечером). При необходимости — по 1 капле в каждый глаз до 4 раз в день.

### Спрей
При сезонных и круглогодичных аллергических ринитах и риноконъюнктивитах: если не предписано иначе, спрей впрыскивают по одной дозе в каждый носовой ход два раза в день, что соответствует суточной дозе азеластина г/х — 0,56 мг.
При впрыскивании препарата необходимо держать голову прямо.
Азеластин применяется до прекращения симптомов и подходит для продолжительного применения, но не более 6 месяцев.

## Побочные действия

### Аллергические реакции
Кожная сыпь, крапивница, зуд.

### Со стороны дыхательной системы
Приступы чиханья, фарингит, кашель, одышка, ощущение стеснения в грудной клетке, затрудненное дыхание, бронхоспазм.

### Со стороны нервной системы
Головная боль, головокружение, чрезмерная утомляемость, сонливость (особенно при использовании назального спрея).

### Со стороны пищеварительной системы
Рвота, снижение аппетита, жажда, горький привкус во рту, изменение вкусовых ощущений, сухость во рту, тошнота, гастралгия (при запрокидывании головы во время интраназального введения).

### Прочие
Тахикардия, гематурия, миалгия, увеличение массы тела.

### Местные реакции (при использовании назального спрея)
Раздражение, сухость, жжение или зуд слизистой оболочки полости носа, редко - носовое кровотечение.

### Местные реакции (при использовании глазных капель)
Раздражение конъюнктивы; редко - сухость глаз, слезотечение, ощущение инородного тела или боль в глазу, отёк, нарушение зрения.

### Передозировка

#### Симптомы
Вероятна повышенная сонливость.

#### Лечение
Симптоматическое.

## Взаимодействие с другими лекарственными средствами
Взаимодействие с другими препаратами не выявлено.

## Срок годности и условия хранения
Срок годности препарата составляет 3 года. Не рекомендовано использование препарата по истечении 6 месяцев после вскрытия флакона.
Препарат отпускается без рецепта врача.